# Городківка (Тульчинський район)
Городкі́вка (до 1946 — М'ястківка) — село в Україні, центр Городківської сільської громади Тульчинського району Вінницької області.
Населення — 5138 осіб.
Розташоване на березі річці Марківка. На півночі межує з селищем Висока Гребля, на півдні з селом Джугастра, на заході з селом Дахталія та на сході з селом Гарячківка.
В селі розташовано Крижопільський виправний центр (№ 113).

## Історія
Дата заснування села невідома. За деякими джерелами в 13-14 ст. село вже існувало та мало назву Шумилів.
Станом на 1885 рік у колишньому власницькому містечку М'ястківка, центрі М'ястківської волості Ольгопільського повіту Подільської губернії, мешкала 4161 особа, налічувалось 635 дворових господарства, існували 2 православні церкви, костел, синагога, 4 постоялих двори, 4 постоялі будинки, лавка, базари через 2 тижні, 3 водяних млини, пивоварний та винокурний заводи.
1892 в селі існувало 1311 дворових господарств, проживало 5548 мешканців.
За переписом 1897 року кількість мешканців зросла до 7996 осіб (3944 чоловічої статі та 4052 — жіночої), з яких 5375 — православної віри, 2105 — юдейської.
1905 року у містечку із передмістям Ротмистрівка існувало 1671 дворове господарство, проживало 8997 мешканців, існували 2 православні церкви, римо-католицький костел, 4 єврейські молитовні школи, міністерське однокласне сільське училище, Церковнопарафіяльна школа, поштове відділення, ощадна каса, волосне правління, міщанське правління, урядний пункт, винокурний завод, 5 водяних млини, аптека, 2 аптечні комори, 4 заїжджих будинки, відбувались базари по понеділках.
За даними на початок 1911 року:
- начальник поштово-телеграфного відділення — Логин Федорович Міхальчук;
- міщанський староста — Сруль Гамшейович Бондар.

7 (20) листопада 1917 року, відповідно до Третього Універсалу Української Центральної Ради, увійшло до складу Української Народної Республіки.
У роки Другої світової війни діяло гетто, куди нацистами насильно зганялися євреї. 1946 року село М'ястківка перейменовано на Городківку.
12 червня 2020 року, відповідно до Розпорядження Кабінету Міністрів України від  № 707-р «Про визначення адміністративних центрів та затвердження територій територіальних громад Вінницької області», увійшло до складу Городківської сільської громади.
19 липня 2020 року, в результаті адміністративно-територіальної реформи та ліквідації Крижопільського району, село увійшло до складу Тульчинського району.

## Економіка
В селі працюють:
- Крижопільський цукровий завод;
- Городківський елеватор
- Філія виробничого об'єднання «Вінничанка»;
- Дочірне підприємство «Крижопільрайагроліс».

Сільське господарство представлено вирощуванням та переробкою зернових, буряків, овочівництвом, садівництвом, скотарством та вівчарством.

## Освіта
В селі працюють:
- Городківське ПТУ № 24;
- Ліцей №1 с. Городківка
- Ліцей №2 с. Городківка
- 3 дошкільні дитячі установи
- Музична школа
- Спортивна школа

## Особи
- Коровай Олександр Миколайович (1928—2011) — український живописець.
- Мартиніян Войцех Дажицький — релігійний діяч, священик, єдиний у радянській Україні член ордену францисканців.
- Жердецький Володимир Іванович — депутат Верховної Ради УРСР 11-го скликання.
- Єршов Микола Леонійович (30.11.1959 - 12.02.2016) - солдат 72 ОМБР, учасник російсько-української війни